# Hauptfriedhof Scheib

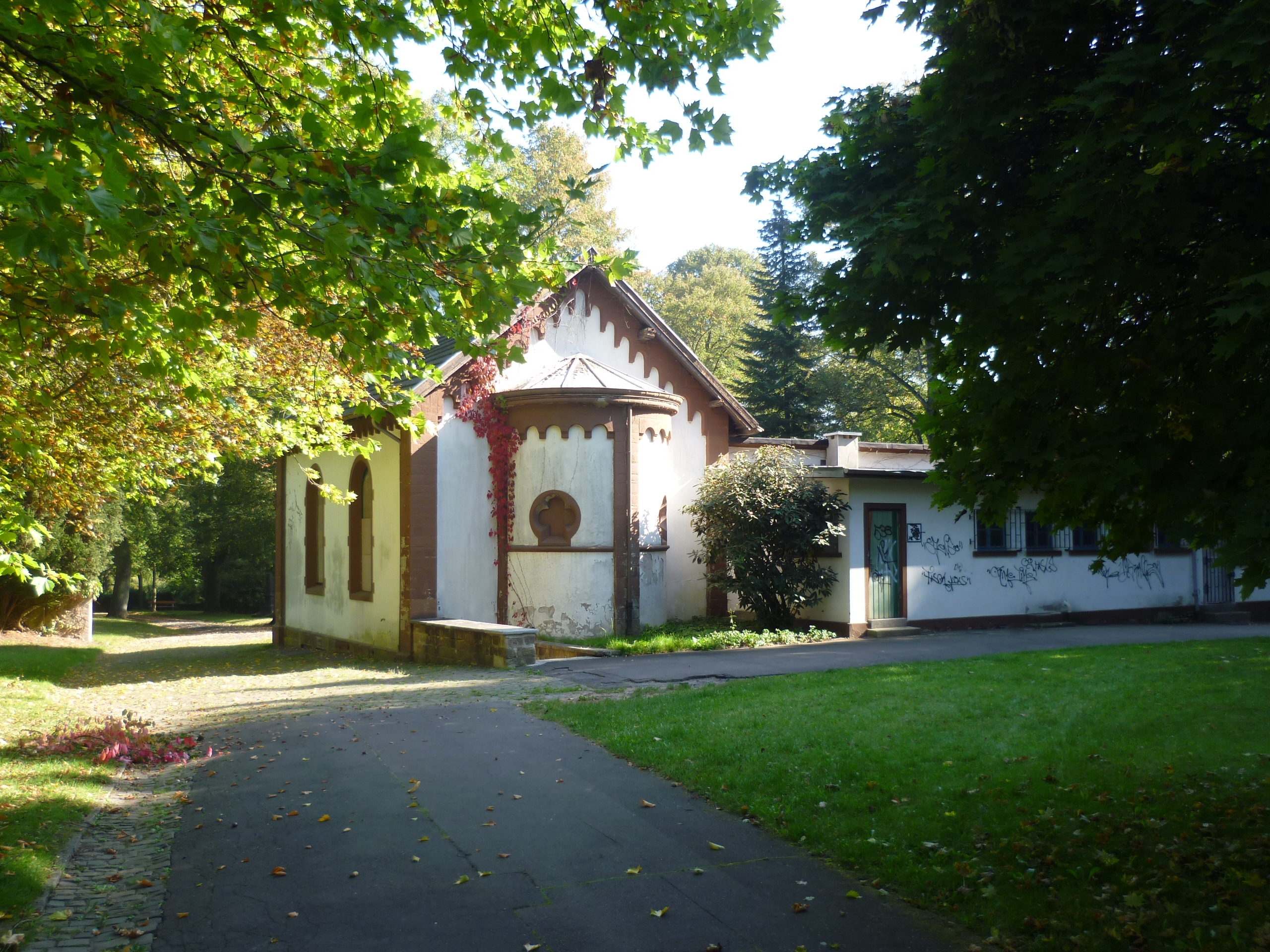
Friedhofskapelle und Funktionsgebäude des Hauptfriedhofs Scheib

Der Hauptfriedhof Scheib war bis zur Eröffnung des Zentralfriedhofes Furpach 1961 der wichtigste Friedhof der damaligen Hüttenstadt Neunkirchen im Saarland. Er wurde bis 1962 als Begräbnisplatz benutzt, anschließend wurden bis 1996 noch Verstorbene in bestehende Familiengräber beigesetzt. Mittlerweile sind nahezu alle Gräber eingeebnet, vereinzelt laufen aber noch Pachtverträge auf bestimmte Grabstellen. 1996 wurde das ehemalige Totenfeld von der Stadtverwaltung Neunkirchen als Grünfläche umgewidmet. Die Fläche der parkartigen Grünanlage am südlichen Rande der Innenstadt (Haupteingang „Unterer Friedhofsweg“) beträgt 13,2 ha. Das Areal des Friedhofes weist mehr als 800 Bäume und Gehölze auf, die seltenen Vogelarten Lebensraum bieten.

## Geschichte

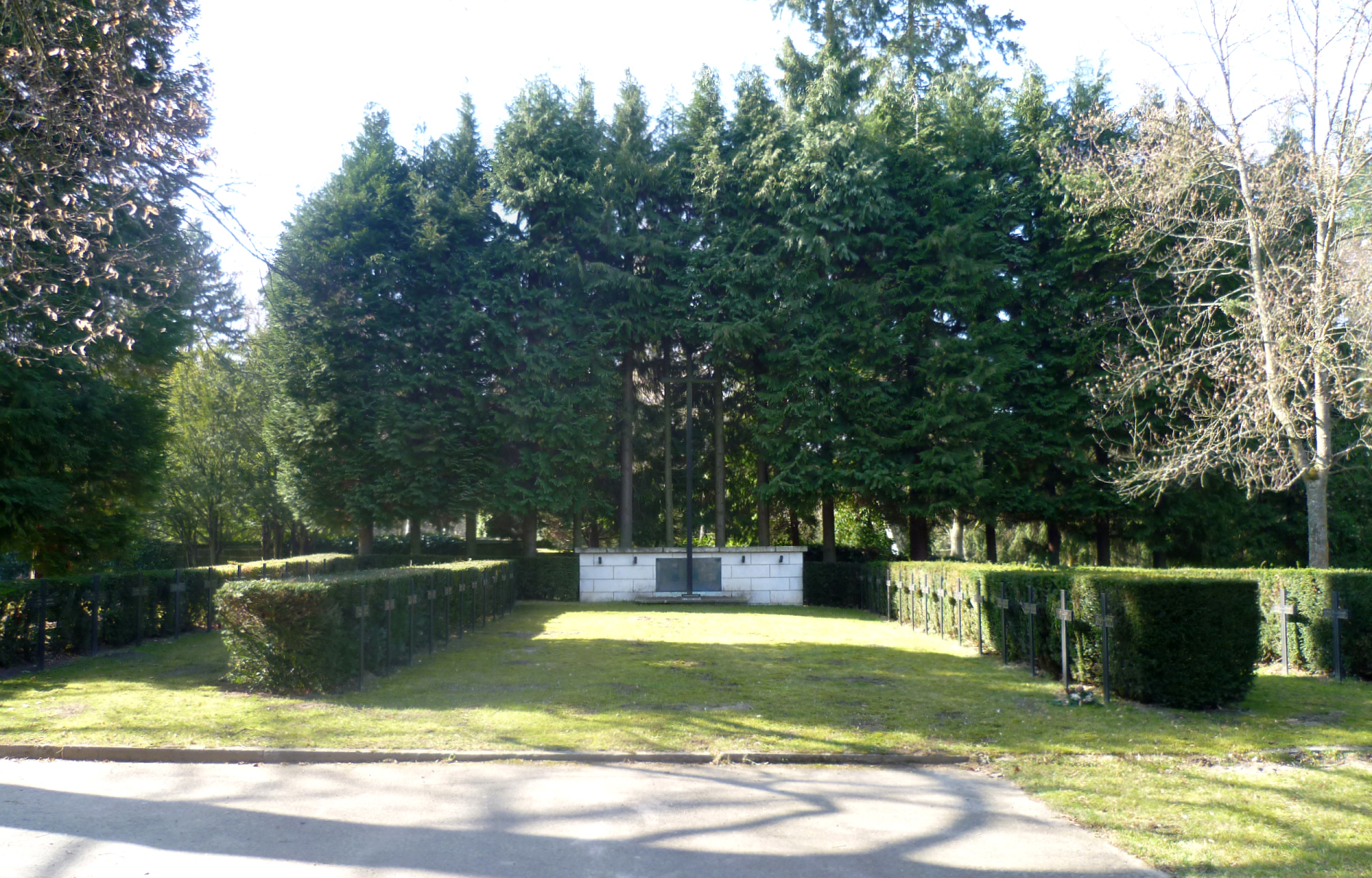
Gedenkfeld für die Opfer der Gasometerexplosion 1933

Aufgrund der starken Zunahme der Bevölkerung Neunkirchens seit Mitte des 19. Jahrhunderts waren die beiden älteren 1831 eröffneten Begräbnisplätze der evangelischen Gemeinde an der Talstraße und der katholischen Gemeinde an der Schloßstraße bereits nach wenigen Jahrzehnten belegt.
Auf Beschluss des Rats der Bürgermeisterei Neunkirchen von 1873 wurde der Hauptfriedhof 1875 als neuer evangelischer Friedhof eingerichtet. 1883 war auch der katholische Friedhof voll belegt und so wurde der Hauptfriedhof um einen katholischen Teil erweitert. Die 1894/95 in der Formensprache einer romanischen Kapelle erbaute Leichenhalle steht unter Denkmalschutz. Die Trennung der Konfessionen wird noch bei dem Gedenkfeld der Opfer der verheerenden Gasometer-Explosion auf dem Neunkircher Eisenwerk am 10. Februar 1933 berücksichtigt, das mit einem einfachen hohen Eisenkreuz gekennzeichnet ist. Die Gefallenen des Ersten Weltkriegs erhielten einen Ehrenfriedhof, der 1934 mit einem Ehrenmal mit breiter Freitreppe versehen wurde. „Die Söhne der Stadt ließen ihr Leben für Euch“ ist an der Seite des Turms zu lesen. Das Ehrenmal steht ebenfalls unter Denkmalschutz. 1959/60 wurden die Gefallenen des Zweiten Weltkriegs wie auch die Gefallenen von 1870/71 dorthin umgebettet und in der Nähe des Ehrenmals bestattet. Heute finden dort die Gedenkfeiern am Volkstrauertag statt. Auf anderen Gräberfeldern liegen 91 ebenfalls 1959 dorthin umgebettete sowjetische Kriegstote, deren Grabstellen mit Russischen Kreuzen versehen sind, und die Kriegstoten der Neunkircher Zivilbevölkerung.

## Bewertung
Obwohl die meisten Gräber eingeebnet sind, wurden kulturell oder auch familienhistorisch bedeutsame Grabmale gesichert, zum Teil restauriert und blieben erhalten, darunter die Grabstätte des Neunkircher Malers und Graphikers  Fritz Arnold. Schon seit einem Ideenwettbewerb 1996/97 wurden Forderungen geäußert, die prägende Struktur, bedeutende Grabmale und Grabmalensembles, sowie Teile des wertvollen Baumbestandes und der wegsäumenden Baumreihen zu erhalten. Diese Phase gilt inzwischen als abgeschlossen. Die durch Abräumungen neu entstandenen Rasenflächen geben dem Friedhof parkartiges Gepräge, das die vormalige kleinteilige Felder- und Wegestruktur kaum noch erkennen lässt. Einzelne Bereiche sind heute noch sichtbar mit Mauern und Eisentoren voneinander getrennt. Die beiden älteren aufgelassenen Friedhöfe, der evangelische an der Talstraße und der katholische an der Schloßstraße, waren 1911 ebenfalls als Parkanlagen genutzt, dann verwildert und verwüstet und zuletzt eingeebnet und umgenutzt worden.

## Baudenkmale
- Die 1894/95 errichtete und von Anfang an beiden Konfessionen dienende Friedhofskapelle ist als kleiner satteldachgedeckter Saal mit halbrunder Apsis in neoromanischen Formen gestaltet, mit sandsteinerner Eckquaderung und Rundbogenfries als Dachgesims. Die Westfassade weist ein rundbogiges Portal und Rundfenster auf, die Apsis Kleeblattfenster, die Südseite zwei Rundbogenfenster. An der Nordseite schließt ein Funktionsgebäude mit Toiletten, Aufenthaltsraum der Arbeiter und Umkleideraum für Geistliche an.
- Das im Zentrum des Hauptfriedhofs gelegene Kriegerdenkmal über einen breiten Freitreppe aus Kunstbasalt wurde von der Ortskriegervereinigung errichtet und am 1. April 1934 eingeweiht.